# Mníšek nad Hnilcom
Mníšek nad Hnilcom (bis 1927 slowakisch „Mníšek“; deutsch Einsiedel an der Göllnitz – älter nur Einsiedel, ungarisch Szepesremete – bis 1873 Remete) ist eine Gemeinde im Osten der Slowakei, mit 1830 Einwohnern (Stand 31. Dezember 2024). Sie gehört zum Okres Gelnica und dem übergeordneten Bezirk Košický kraj.

## Geographie

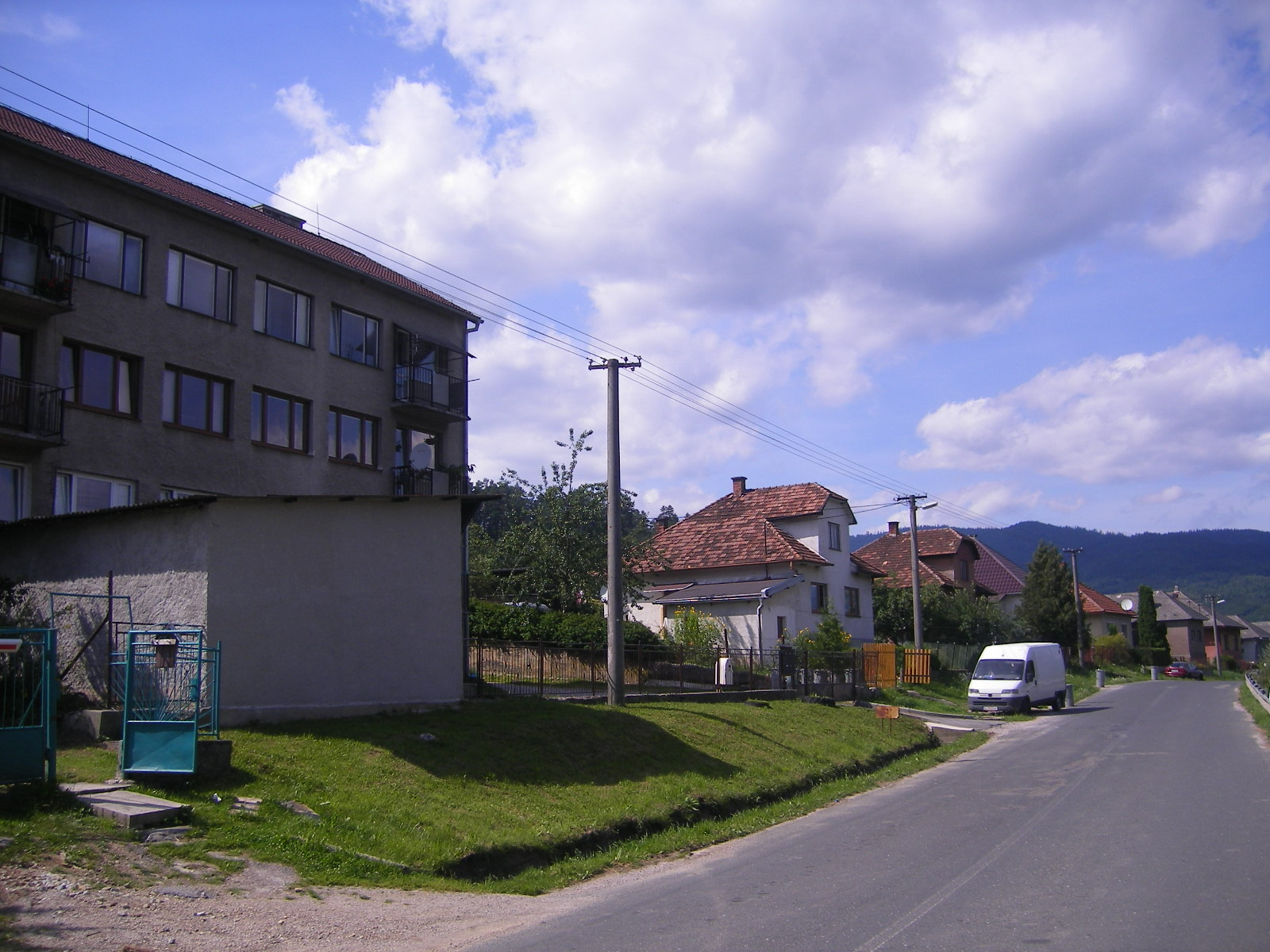
Straßenbild im Ort

Die Gemeinde liegt im Tal des Flusses Hnilec (deutsch Göllnitz) am Zusammenfluss mit dem Bach Smolník. Sie liegt innerhalb des Gebirges Volovské vrchy – eines Teils des Slowakischen Erzgebirges – zwischen dessen Teilen Kojšovská hoľa und Hnilecké vrchy. Mníšek nad Hnilcom ist 16 Kilometer von Gelnica und 38 Kilometer von Spišská Nová Ves entfernt.

## Geschichte

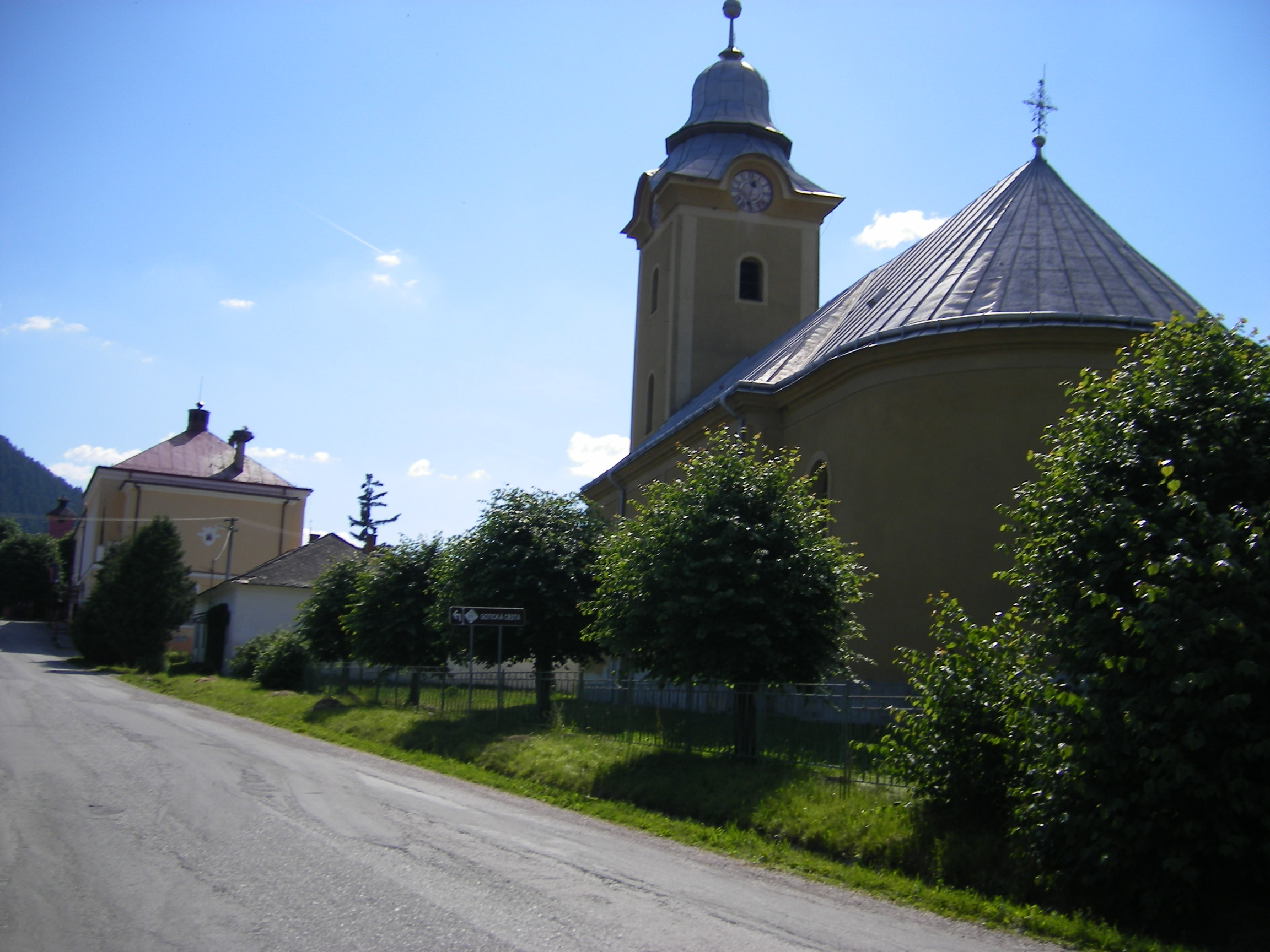
Römisch-katholische Kirche des Hl. Kreuzes im Ort

Die frühesten Besiedlungsnachweise gehen in die Bronzezeit zurück. Der Ort wurde 1255 als Heremitory schriftlich erwähnt. Der Name geht auf Mönche zurück, die sich im frühen Mittelalter dort aufhielten und einen abgeschiedenen Lebensstil (siehe dazu Eremit) führten. Der deutsche Name Einsiedel soll davon abgeleitet werden, allerdings gibt es auch abweichende Meinungen, z. B. dass der Name vom Verb „einsiedeln“, auf Grund der Tatsache, dass der Ort im 13. Jahrhundert durch deutsche Kolonisten (Zipser Sachsen) besiedelt wurde, stammt. Diese vom Rheinland und Flandern, später vom österreichisch-bairischen Sprachraum stammenden Kolonisten waren vor allem im Bergbau (Erz- und Goldabbau) beschäftigt. 
1322 wird der Ort als Heremitam, 1375 schließlich als Villa Heremitas erwähnt. Bis zum 18. Jahrhundert gehörte der Ort zur Stadt Göllnitz, dann zum Herrschaftsgut der Zipser Burg (Zápolya, Thurzo) und schließlich der Familie Csáky. Während der antihabsburgischen Aufstände im 17. und frühen 18. Jahrhundert wurde Einsiedel mehrmals niedergebrannt, dabei kamen viele Menschen bei wiederkehrenden Pestepidemien ums Leben. 1751 erhielt der Ort das Marktrecht, vier Märkte pro Jahr veranstalten zu können, das bis zum Zweiten Weltkrieg dauerte.
1828 zählte man im Ort 295 Häuser und 2143 Einwohner. Durch den Verfall des Bergbaus verlor der Ort einen Teil seiner Bevölkerung: vom Höhepunkt in 1865 mit 2504 Einwohnern waren es 1869 nur noch 2122 und 1919 1739 Einwohner. Ende 1884 wurde die meterspurige Göllnitztalbahn von Göllnitz nach Schmöllnitzhütte eröffnet. 1936 wurde der Abschnitt nach Gelnica Teil der normalspurigen Bahnstrecke Margecany–Červená Skala, bevor das Überbleibsel nach Smolnícka Huta 1965 eingestellt wurde.
Bis 1918 gehörte der Ort im Komitat Zips zum Königreich Ungarn und kam danach zur Tschechoslowakei, bzw. heute Slowakei. Am Ende des Zweiten Weltkriegs, nach der teilweisen Evakuierung deutscher Einwohner wurde der Rest vertrieben oder slowakisiert. Dadurch verlor der Ort seine deutsche Mehrheit.

## Bevölkerung
Laut der Volkszählung 2001 waren in Mníšek nad Hnilcom von 1691 Einwohnern 82,73 % Slowaken, 8,75 % Zigeuner und 7,69 % Deutsche. Nach Konfession war am ersten Platz die römisch-katholische Kirche mit 68,18 %, gefolgt von der evangelischen Kirche mit 18,69 % und Atheisten mit 7,75 %.